# Gediminas Vagnorius
Gediminas Vagnorius (ur. 10 czerwca 1957 w Vilkaičiai w rejonie płungiańskim) – litewski polityk i ekonomista, dwukrotny premier (w latach 1991–1992 i 1996–1999), poseł na Sejm.

## Życiorys
W 1975 został absolwentem szkoły średniej w Telszach. Ukończył następnie w 1980 studia w Wileńskim Instytucie Inżynierii Budownictwa. W latach 1980–1987 był zatrudniony na tej uczelni, zaczynając jako młodszy pracownik naukowy. W 1987 uzyskał stopień doktora nauk ekonomicznych. W 1988 został starszym pracownikiem naukowym w instytucie ekonomii Litewskiej Akademii Nauk.
W 1990 z ramienia niepodległościowego Sąjūdisu uzyskał mandat posła do Rady Najwyższej Litewskiej SRR, będąc jednym z sygnatariuszy aktu niepodległości z 11 marca 1990. 13 stycznia 1991, gdy wojska rosyjskie znajdowały się w Wilnie, a powołany kilka dni wcześniej premier Albertas Šimėnas nie pokazywał się publicznie, parlament powierzył mu misję sformowania rządu.
Na czele trzeciego gabinetu niepoległej Litwy Gediminas Vagnorius stał 21 lipca 1992. W tym samym roku został po raz drugi posłem. W 1993 znalazł się wśród założycieli Związku Ojczyzny.
Po zwycięstwie konserwatystów w 1996 ponownie stanął na czele rządu, tworzonego wspólnie z partią chadeków. Wkrótce zaczął rywalizować o zwiększenie swoich wpływów w Związku Ojczyzny, wykorzystując dość słaby wynik Vytautasa Landsbergisa w wyborach prezydenckich w 1997. Pogłębiające się spory w partii doprowadziły do odwołania w 1998 ministrów do spraw europejskich i spraw wewnętrznych, Laimy Andrikienė i Vidmantasa Žiemelisa, którzy wkrótce powołali własne ugrupowanie.
W 1999 Gediminas Vagnorius wszedł w otwarty konflikt z prezydentem Valdasem Adamkusem, który wyraził wobec niego wotum nieufności w orędziu do narodu. Ostatecznie urzędujący premier podał się do dymisji. Wbrew jego woli Związek Ojczyzny zdecydował się pozostać w koalicji i wystawić nowego kandydata na premiera.
Utrata znaczenia w partii doprowadziła do odejścia z niej Gediminasa Vagnoriusa wraz z grupą działaczy (w tym kilkunastoma posłami i kilkoma byłymi ministrami). W lipcu 2000 były premier zainicjował utworzenie nowej formacji pod nazwą Umiarkowany Związek Konserwatywny. W tym samym roku jako jedyny przedstawiciel tego ugrupowania uzyskał mandat poselski w okręgu większościowym.
W 2004 przekształcił swoją partię w Chrześcijańsko-Konserwatywny Związek Socjalny, przegrał w tym samym roku zarówno wybory do Parlamentu Europejskiego, jak i litewskiego Sejmu kolejnej kadencji. W 2008 zarejestrował się jako niezależny kandydat na posła, przegrał w tych wyborach w drugiej turze, a rok później ponownie bez powodzenia startował do Europarlamentu. W 2010 został liderem powstałej na bazie KKSS Partii Chrześcijańskiej, która nie zdobyła jednak żadnych mandatów w wyborach sejmowych w 2012. W 2013 z tym ugrupowaniem dołączył do Partii Pracy, w 2016 ponownie bezskutecznie kandydował do Sejmu.
Odznaczony m.in. Krzyżem Wielkim Orderu Zasługi Rzeczypospolitej Polskiej (1999).